# Mit

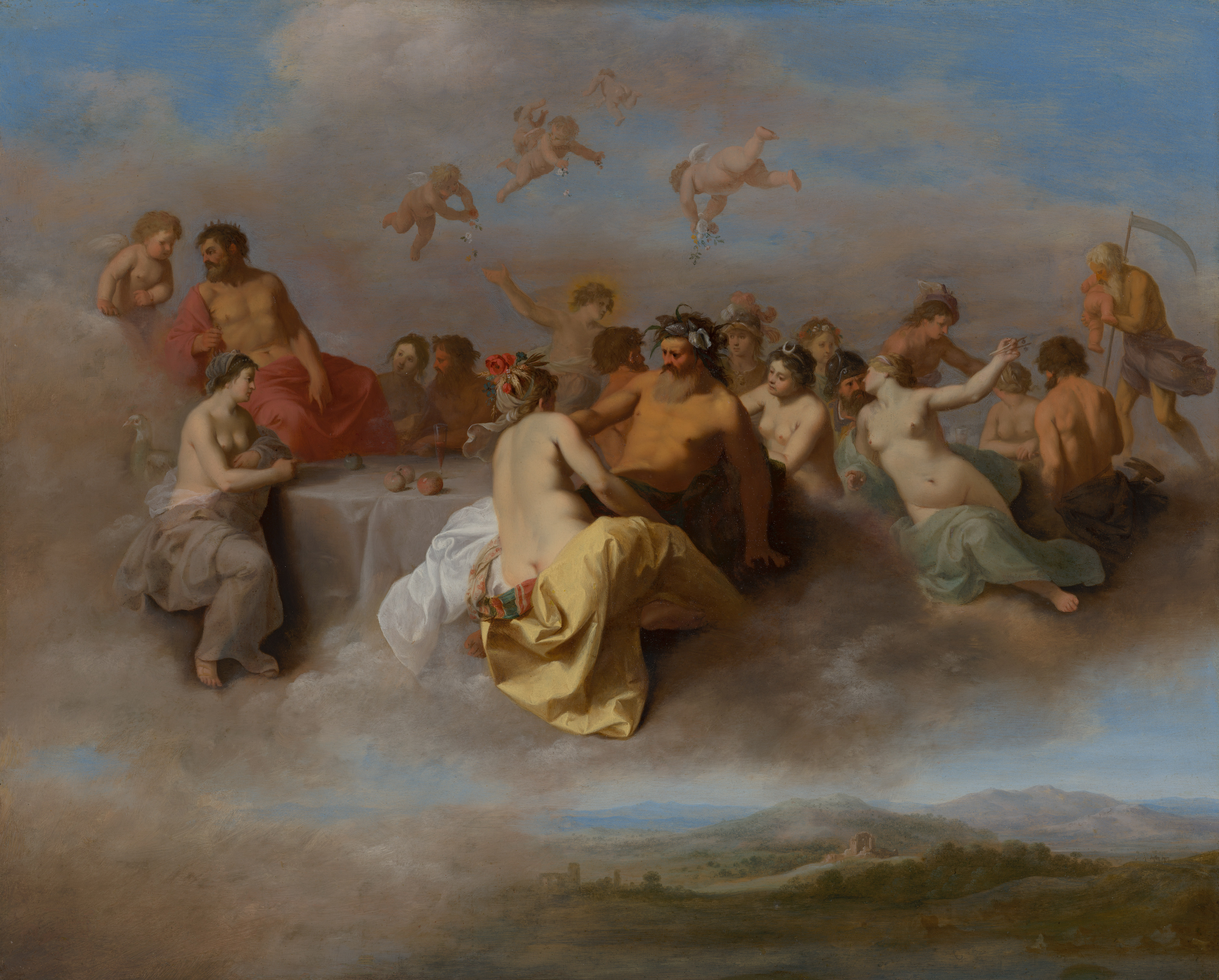
Spotkanie bogów w chmurach. Obraz olejny Cornelisa van Poelenburgha z ok. 1630, galeria Mauritshuis w Hadze

Mit (stgr. μῦθος, łac. mythus) – opowieść o bóstwach i istotach nadprzyrodzonych, przekazywana przez daną społeczność, zawierająca w sobie wyjaśnienie sensu świata i ludzi w ich doświadczeniach zbiorowych oraz indywidualnych (według definicji etnoreligijnej) lub wywodzące się z tradycji ustnej ponadczasowe, anonimowe opowiadanie o postaciach nadprzyrodzonych, które trwa w kulturze dzięki ciągłym transformacjom i reinterpretacjom dokonywanym przez pisarzy, przy zachowaniu jednocześnie swojego pierwotnego sensu (według definicji literackiej).
W nauce sformułowano wiele innych, całkowicie odmiennych wyjaśnień pojęcia mit. Część uczonych uważa mit za „kategorię śmieciową”, do której można wrzucić wszystko, i kwestionuje jego istnienie.
Mit nie jest odrębnym gatunkiem literackim, może zostać wyrażony w różnych rodzajach literackich, chociaż bywa mylony z innymi formami narracyjnymi, zwłaszcza legendą.
Zbiór mitów danej społeczności, jak również naukę badającą mity, określa się mianem mitologii.

## Znaczenie terminu

### Starożytna Grecja
Termin μῦθος pochodzi z języka greckiego. W okresie przedklasycznym, w starożytnej Grecji, μῦθος oznaczał opowiadanie i był synonimem słowa λόγος. Około VI wieku przed Chrystusem zaczęto odnosić termin mythos do opowiadania fikcyjnego. Przeciwstawiano mu opowiadanie relacjonujące wydarzenia rzeczywiste, dla którego zaczęto używać terminu logos. Słowa mythos użył w pierwszej połowie V wieku poeta Pindar, gdy w jednej z ód olimpijskich narzekał, że w opinii publicznej nad prawdą górują pełne pięknych kłamstw mity.
Termin mythos był później używany dla wyróżnienia nieprawdziwego, nierealnego opowiadania przez greckich historyków – Tukidydesa, Herodota i Diodora Sycylijskiego. Ci dziejopisarze określali nim, między innymi, opowiadania o przygodach bogów czy herosów, które wyraźnie oddzielali od przedmiotu swoich dzieł, czyli prawdy historycznej.
Najstarszą definicję terminu mythos podał Platon. Stwierdził on, że występują dwie przeciwstawne formy poznawania rzeczywistości. Pierwsza, wyrażana określeniem logos, służy odkryciu obiektywnej prawdy poprzez racjonalne rozumowanie. Natomiast druga, odwołująca się do subiektywnych wyobrażeń i mająca na celu wyjaśnienie nieracjonalnych aspektów rzeczywistości, określana jest mianem mythos. W napisanym około 360 roku przed Chrystusem Państwie Platon stwierdził, że mythos oznacza nieprawdziwe, a w konsekwencji naganne moralnie, opowiadanie o bogach. Jednakże do deprawujących młodzież wypowiedzi zaliczył także inne opowiadania, które określił mianem logos.
Natomiast Arystoteles w swojej Poetyce określił terminem mythos nie opowiadanie, ale fabułę dramatu, którą rozumiał jako podstawę struktury całego dzieła dramatycznego. W innych swoich pracach Arystoteles używał najczęściej słowa mythos jako synonimu fabuły.

### Nowożytna Europa
W literaturze starożytnego Rzymu opowieści o bogach określano łacińskim słowem fabula. Termin ten przejęli pisarze średniowieczni, za których pośrednictwem przeniknął on w XV i XVI wieku do europejskich języków wernakularnych. W XVI-XVIII wieku greckie „mythos” pojawiało się w łacińskich ćwiczeniach retorycznych, zwanych progymnasmata, przerabianych w ówczesnych szkołach jako synonim łacińskiego „fabula”. Oznaczało bajkę typu ezopowego, którą układano i deklamowano jako wprawkę w narracji albo argument czerpany z przykładu czy mądrości ludowej.
Greckie określenie mit pojawiło się w nowożytnych językach europejskich dopiero pod koniec XVIII i na początku XIX wieku. Zaczęto go używać najpierw w języku niemieckim. Zastosowali je w swoich dziełach Goethe i Schiller. Mit był dla nich pierwotną opowieścią, która przekazuje przez pokolenia prastarą prawdę.
Uważa się, że w okresie nowożytnym jako pierwszy w znaczeniu naukowym użył terminu mit Herder. W pracy na temat tekstu Iliady przeciwstawił się on alegorycznej interpretacji tego poematu i postulował, aby traktować opowieści Homera dosłownie. Opowieści te nazwał mitami. Dla Herdera mit był realistyczną, homerycką opowieścią, która oddziałuje na emocje i wyobraźnię odbiorcy poprzez zawarte w niej symbole.

### Znaczenie potoczne
W drugiej połowie XIX wieku, w językach europejskich, termin mit stopniowo przeniknął z prac naukowych i literatury do języka potocznego. Najstarsze ślady tego procesu odnaleziono w listach Gogola i Flauberta. Obaj ci pisarze używali w prywatnej korespondencji słowa mit na określenie nieprawdziwych historii. W XX wieku, w mowie potocznej, utrwaliło się znaczenie mitu jako zmyślonej historii, błędnego przypuszczenia czy przesądu. Zaczęto używać rzeczownika mit w różnych związkach frazeologicznych, takich jak mit jakiejś osoby, mit postępu, rozwiać mit itp. Słowo mit jest również powszechnie kojarzone z greckimi i rzymskimi opowieściami o bogach i heroicznych bohaterach. Niekiedy też mianem mitów określa się utrwalone historycznie alegorie, wywodzące się z pewnych koncepcji filozoficznych, np. mity platońskie. Większość z tych popularnych znaczeń jest niezgodna z nazewnictwem fachowym, stosowanym w nauce o micie, czyli mitologii.

## Definicje mitu

### Problem budowy definicji
W XX wieku mit stał się jednym z najbardziej popularnych pojęć naukowych i literackich. Jednak wieloznaczność tego pojęcia, tak w nauce, jak i w literaturze, sprawiła, że skonstruowanie jego jednoznacznej i powszechnie obowiązującej definicji stało się dla badaczy bardzo poważnym problemem teoretycznym. Gdy jedna grupa naukowców poszerzała granice semantyczne tego pojęcia, druga starała się te granice ograniczyć i ostatecznie wytyczyć.
Najogólniej ujmując, mit jest opowieścią o istotach nadprzyrodzonych. Jednakże nie każda opowieść o istotach nadprzyrodzonych jest mitem. Szczegółowe definicje różnią się przede wszystkim ze względu na to, jaką dyscyplinę naukową reprezentuje badacz, który definicję sformułował. Są one znacznie od siebie odmienne, w zależności od tego, czy występują jako pojęcie w ramach historii, antropologii, etnologii, socjologii, politologii, psychologii, socjologii, teorii literatury czy religioznawstwa.
Za dwie podstawowe, przyjmowane przez większość badaczy odmiany definicji mitu, uznaje się zazwyczaj tak zwaną definicję etnoreligijną oraz tak zwaną definicję literacką. Ta pierwsza dotyczy opowiadań o bogach i istotach nadprzyrodzonych przekazywanych przez tradycję, druga natomiast literackich opowiadań, których treść została zaczerpnięta z mitologicznej tradycji, ale przetworzona przez pisarzy.

### Definicja etnoreligijna

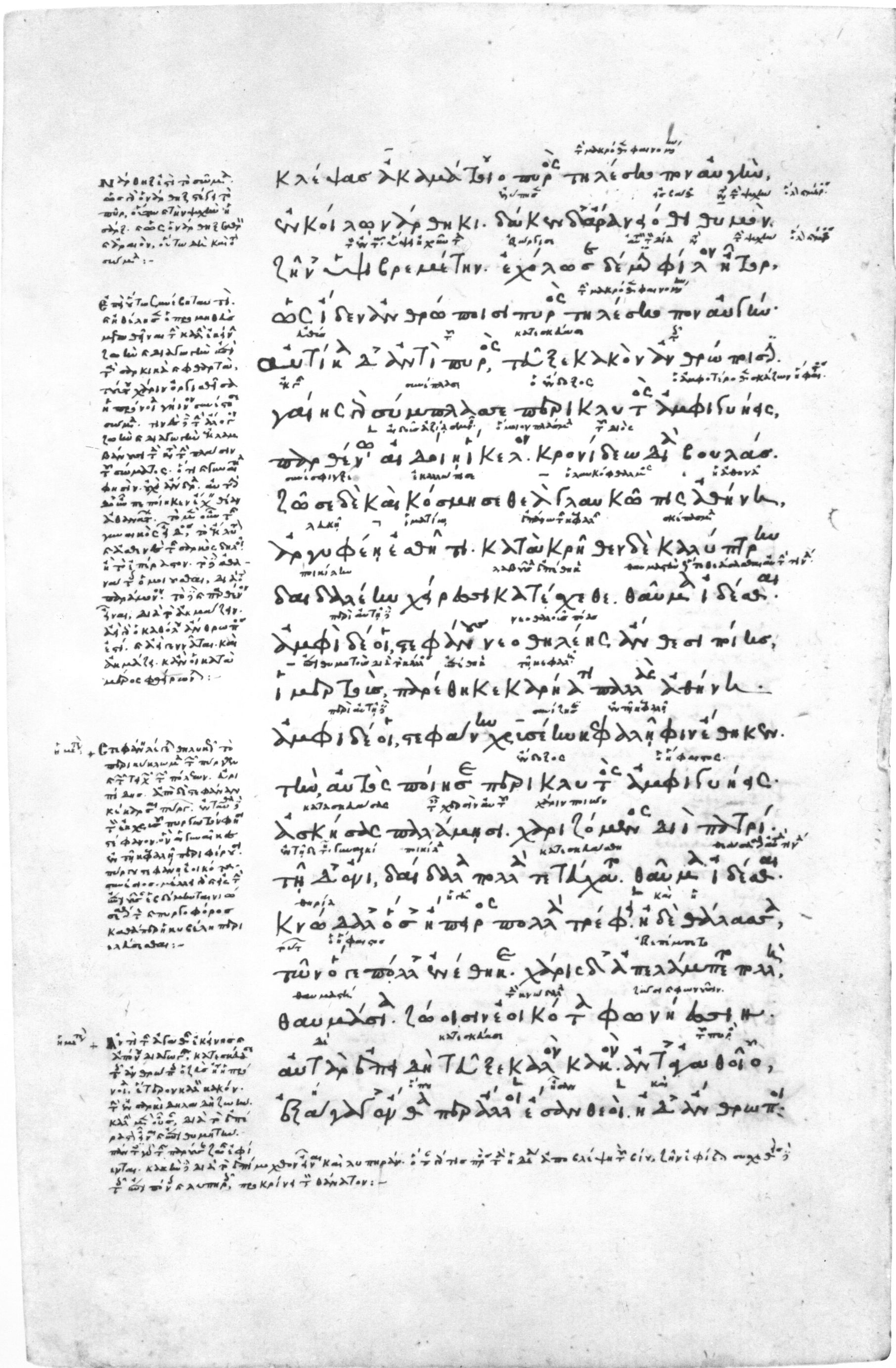
Rękopis Theogonii Hezjoda, skopiowany w pierwszej połowie XIV wieku, opatrzony komentarzami średniowiecznych czytelników. Przechowywany w weneckiej Biblioteca Marciana pod sygnaturą Gr. 464. Folio 158.

Twórcą definicji etnoreligijnej był rumuński religioznawca Mircea Eliade. Definicja ta jest najczęściej przyjmowana przez historyków, religioznawców, antropologów i etnologów. Jej sformułowania zawierają trzy podstawowe elementy. Po pierwsze, według definicji etnoreligijnej, mit opiera się na hierofanii – jest to więc opowieść, której fabuła zasadza się na objawieniu czynnika nadprzyrodzonego, czyli opisie wejścia sacrum w sferę profanum. Po drugie, w definicji etnoreligijnej mit jest opisywany jako trwały element tradycji danej społeczności, czyli uważany jest za opowieść przekazywaną z pokolenia na pokolenie w formie ustnej lub pisemnej. Po trzecie, według definicji etnoreligijnej, mit jest opowieścią, która zawiera informacje wyjaśniające sens istnienia świata albo tłumaczące sens ludzkich doświadczeń, tak zbiorowych, jak i indywidualnych.
Według Eliade: Mit opowiada historię świętą, opisuje wydarzenie, które miało miejsce w okresie wyjściowym, legendarnym czasie „początków”. Inaczej mówić: mit opowiada, w jaki sposób za sprawą Istot Nadnaturalnych, zaistniała nasza rzeczywistość; bądź rzeczywistość globalna – Kosmos, bądź tylko pewien jego fragment: wyspa, gatunek rośliny, ludzkie zachowania, instytucja. Tak więc zawsze jest to opowieść o „stworzeniu”, relacja o tym, jak coś powstało, zaczęło być. Mit mówi tylko o tym, co wydarzyło się faktycznie, o tym co przejawiło się w sposób wyraźny. (...) W sumie mity opisują różnorodne i czasem dramatyczne wtargnięcie sfery „sacrum” (lub „nad-naturalności”) w obręb Świata. To na tym wtargnięciu ufundowany jest Świat i właśnie za jego sprawą jest on taki, jakim go dzisiaj widzimy.
Zdaniem części zwolenników definicji etnoreligijnej, mity są teologicznym uzasadnieniem wiary religijnej. Polski antropolog Bronisław Malinowski określił mit jako wiedzę o tym, co wydarzyło się w czasach pradawnych. Przyrównał znaczenie mitu w dzikich społecznościach, do roli, jaką Biblia odgrywa w społecznościach chrześcijańskich: podobnie jak nasza opowieść sakralna żyje w naszym rytuale, w naszej moralności, jak rządzi naszą wiarą i kontroluje nasze postępowanie, taką samą albo jeszcze większą rolę pełni mit wobec człowieka dzikiego. Dla polskiego historyka Aleksandra Gieysztora mit oznacza narrację o bóstwach i istotach nadprzyrodzonych, przekazywaną przez ludy, wspólnoty etniczne, plemiona i rody po to, aby ująć w niej sens świata i ludzi w ich doświadczeniach zbiorowych i indywidualnych.
Jednym z najbardziej znanych zwolenników definicji etnoreligijnej był francuski filolog Georges Dumézil. Twierdził on, że mit nie jest pozbawionym znaczenia wytworem wyobraźni, bowiem przekazuje i uprawomocnia główne zasady, na których opiera się organizacja religijna i polityczna społeczeństwa. W większości przypadków mit obrazuje więc historię i religię danej społeczności, tłumacząc istniejący porządek społeczny i polityczny.
W latach 80. XX wieku wielu historyków i antropologów zaczęło kwestionować istnienie specyficznego typu opowieści o charakterze religijnym, wyjaśniającej sens świata. Przeciwnicy definicji etnoreligijnej zakwestionowali wiele tez sformułowanych przez Eliadego i jego następców. Ich zdaniem, mity nie są tylko opowieściami pochodzącymi z przeszłości i przekazywanymi przez pokolenia, ponieważ powstają również współcześnie – w odpowiedzi na aktualne wydarzenia, nie tylko religijne, ale także polityczne czy społeczne. Wydarzenia opowiadane w mitach niekoniecznie dzieją się przed historią lub poza historią – istnieją mity mesjanistyczne czy eschatologiczne, które opowiadają o przyszłości. Mity nie są, według przeciwników definicji etnoreligijnej, wyłącznie związane z religią, często tłumaczą praktyki świeckie lub nie niosą z sobą żadnych elementów religijnych. Przekaz mitu nie jest także niezmienny, co krytycy Eliadego wykazują porównując różne wersje tego samego mitu.

### Definicja literacka

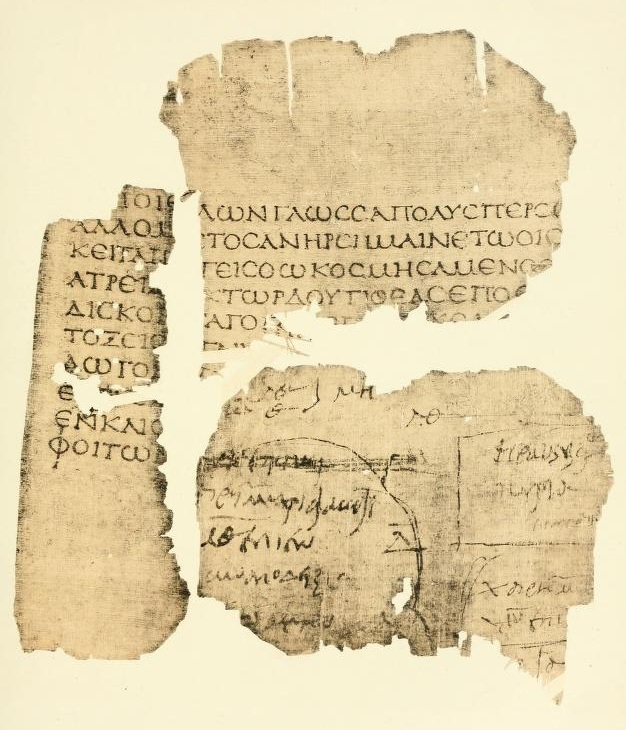
Papirus Oxyrhynchus z I lub II wieku, na którym zachowało się dwanaście fragmentów Iliady Homera. Przechowywany w Bibliotece Brytyjskiej, sygnatura 742

Główną rolę w sformułowaniu definicji literackiej odegrali niemiecki literaturoznawca Andreas Jolles, francuski filolog Georges Dumézil oraz niemiecki historyk idei Hans Blumenberg. W pracach literaturoznawców opowiadanie może zostać uznane za mit ze względu na jego treść, przedstawionych w nim bohaterów, czas i miejsce akcji, autora, sposób jego rozpowszechniania lub też funkcję, jaką to opowiadanie pełni w życiu społecznym czy literaturze. Zazwyczaj badacze wybierają jeden lub dwa z tych elementów i uznają je za decydujące dla uznania danego tekstu lub wypowiedzi za mit.
Sformułowania definicji literackiej zawierają kilka podstawowych elementów. Po pierwsze, mit jest gotową formą narracyjną o ustalonym sensie, która nie jest odrębnym gatunkiem literackim, ale może zostać wyrażona w dowolnym rodzaju literackim. Po drugie, według definicji literackiej, mit wywodzi się z tradycji ustnej, zapisanej i przetworzonej przez pisarza lub pisarzy, a następnie przyjmuje charakter powracający, to znaczy jego forma narracyjna może być przytaczana i przetwarzana w dziełach różnych autorów. Mit jest zatem anonimowy i nie może być przypisany jednemu autorowi. Po trzecie, bohaterami mitu są postacie nadprzyrodzone, które działają najczęściej wbrew zasadom przyczynowo-skutkowym czy prawdopodobieństwu. Po czwarte, czas i akcja mitu nie są osadzone w historii, sytuują się poza nią, a zazwyczaj ją poprzedzają. Po piąte, według definicji literackiej, mit jest częścią zbioru powiązanych ze sobą form narracyjnych, zwanego mitologią danej literatury. Wszystkie wątki mitu stają się w pełni zrozumiałe przez odniesienie do całości tej właśnie mitologii.
Definicja literacka nie traktuje mitu jako „świętą opowieść”, która wymaga rytualnego odtwarzania. Mit jest w niej wywodzącym się z tradycji ustnej ponadczasowym, anonimowym opowiadaniem o postaciach nadprzyrodzonych, które zawdzięcza przetrwanie w kulturze ciągłym transformacjom i reinterpretacjom dokonywanym przez pisarzy, przy zachowaniu jednocześnie swojego pierwotnego sensu. Według węgierskiego literaturoznawcy Karla Kerényiego mit łączy się ze sferą wierzeń, przez co jest inny od baśni i opowiadań, ponieważ przy wyłączeniu cząstki metafizycznej pozostaje jedynie tekstem kultury, wchodzącym wyłącznie w zbiór sztuki. Polski teoretyk literatury Zygmunt Łempicki uważał, iż mit tworzy „równanie kulturowe” między antykiem a literaturą współczesną, a ogólniej rzecz biorąc – późniejszą, jeśli rozpatrywać sam mit bardziej jak twór poetycki, a nie religijny.
Od lat 90. XX wieku narastała wśród literaturoznawców opozycja wobec tej definicji. Krytycy wykazywali, że mit nie ma określonej formy, często występuje w postaci rozproszonej w różnych typach dyskursu literackiego. Podawali przykłady, w których treść mitu nie opowiada o bogach czy innych postaciach nadprzyrodzonych, nie ma też w ogóle charakteru religijnego. Twierdzili, że nie można udowodnić istnienia pierwszej spisanej, oryginalnej lub właściwej wersji mitu. Podważyli też pogląd, że literatura zawiera kolejne warianty mitu – ich zdaniem, mit nigdy nie występuje w postaci „czystej”, dlatego rozważania na temat jego ewolucji literackiej są pozbawione znaczenia.

### Definicja strukturalna

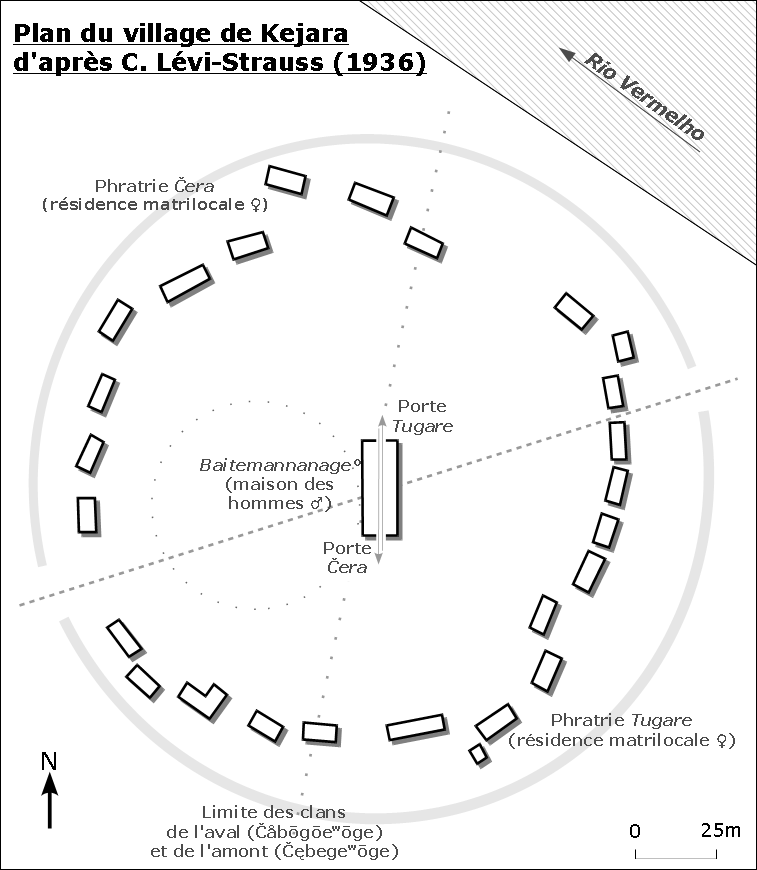
Plan wsi Kejara amerykańskiego plemienia Bororo, wyrysowany przez Claude’a Lévi-Straussa. Według tego antropologa układ wioski oparty jest nieświadomie na strukturze mitu Bororo. Contribution à l’étude de l’organisation sociale des Indiens Bororo, Journal de la Société des Américanistes, 28-2, 269-304, 1936.

Niemal równie często, jak na definicje etnograficzną i literacką, powołują się historycy, antropologowie, etnografowie, religioznawcy i literaturoznawcy, na definicję strukturalną. Jej twórcą był francuski antropolog Claude Lévi-Strauss. Wyszedł on z założenia, że mit odzwierciedla struktury myślowe wspólne wszystkim ludziom a jego budowa opiera się na nieuświadomionej logice.
Według definicji strukturalnej mit jest opowiadaniem o istotach nadprzyrodzonych, które służy porządkowaniu wizji świata poprzez wprowadzenie wyraźnych rozróżnień pomiędzy elementami, a zarazem dostarcza logicznego modelu rozwiązywania sprzeczności. Jak to ujął Lévi-Strauss: Na skali sposobów wyrazu językowego mit zajmuje miejsce przeciwstawne poezji, choć powiedziano wiele, by je zbliżyć. Poezja jest formą języka niezmiennie trudną do tłumaczenia na język obcy; każdy przekład łączy się tu z licznymi deformacjami. Natomiast mit zachowuje swą wartość mitu nawet przy najgorszym tłumaczeniu. Nawet jeśli znajomość języka i kultury ludu, wśród którego znaleziono jakiś mit, jest znikoma, jest on ujmowany jako mit przez każdego czytelnika na świecie. Substancja mitu nie tkwi ani w stylu, ani w sposobie narracji, ani w składni, lecz w historii, którą się tam opowiada. Mit jest mową; ale jest to mowa, która porusza się na bardzo wysokim poziomie i gdzie znaczenie odrywa się, jeśli wolno tak powiedzieć, od podstawy językowej, po której początkowo się toczy.
Zadaniem strukturalistów, chociaż mit jest opowieścią, to język używany w micie wykazuje szczególne własności, różne od własności języka literackiego. Własności te znajdują się powyżej normalnego poziomu języka; inaczej mówiąc – natura opowieści, przekazywanej przez mit, jest bardziej złożona niż ta, którą spotykamy w wyrażeniach językowych dowolnego rodzaju, także literackich.
Strukturaliści twierdzą, że mit składa się z jednostek zwanych mitemami. Mitem nie jest przypisany do jednego mitu, może się pojawiać w różnych mitach w rozmaitych konfiguracjach. Znaczenie mitu zależy od tego, jakie relacje zachodzą między mitemami, które go tworzą. Mitemy łączą się nie tylko diachronicznie, poprzez powiązania w fabule, ale także synchronicznie, poprzez powiązania logiczne pomiędzy mitemami oddalonymi od siebie. Powiązania synchroniczne mitemów odzwierciedlają uniwersalne struktury myślenia logicznego.
Koncepcja mitu zaproponowana przez Lévi-Straussa spotkała się z wieloma głosami krytyki. Jej przeciwnicy twierdzą, że głęboka semantyka mitu zakłada bez uzasadnienia, że mit jest zakodowanym przekazem, który przekazuje inną prawdę o rzeczywistości, niż bezpośrednio wyraża jego tekst. Pomijane są przy tym, między innymi, kontekst historyczno-społeczny mitu, znaczenie jakie ma on dla konkretnych odbiorców, a także problem jego zmian znaczeniowych.

### Definicja archetypiczna

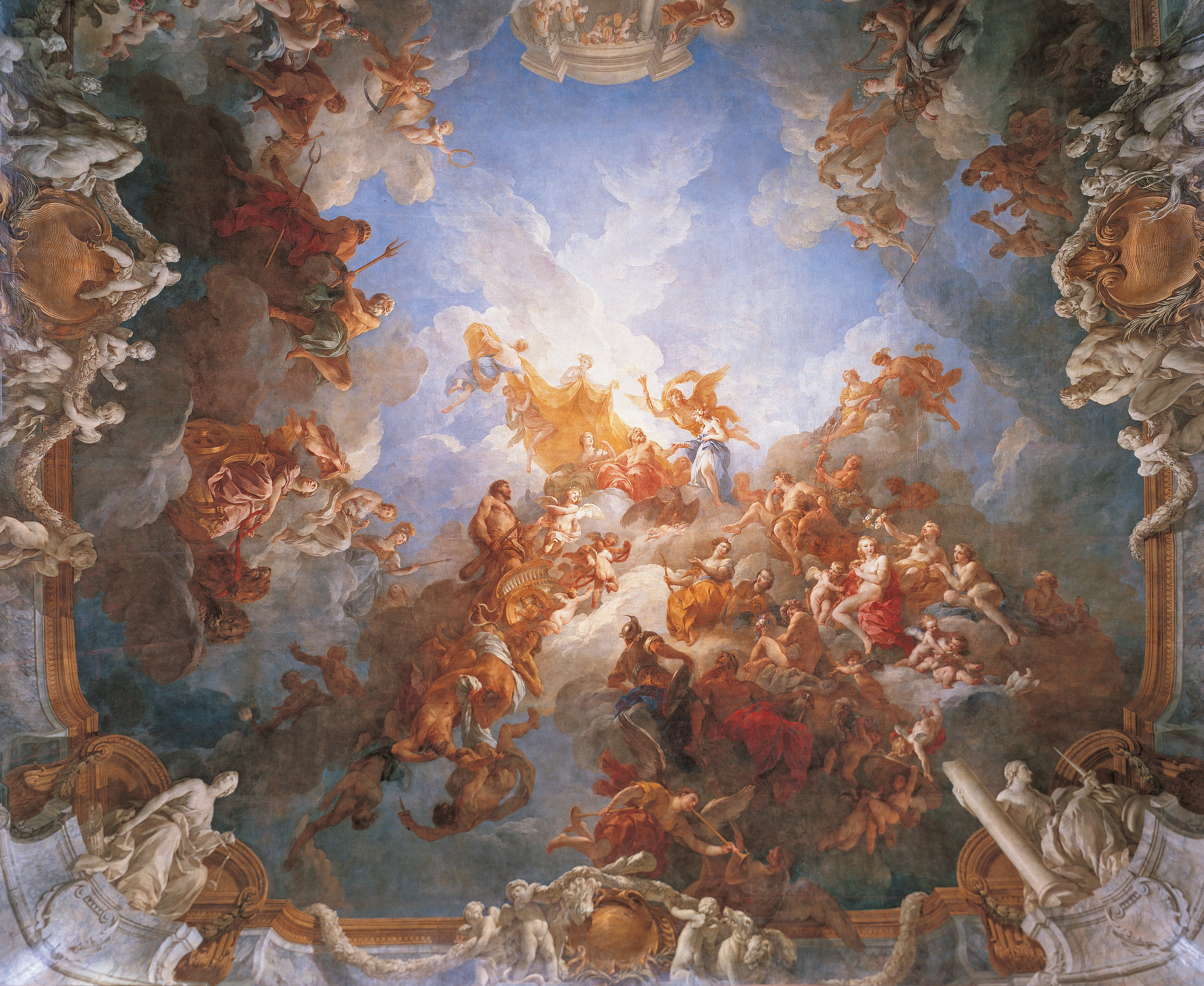
Apoteoza Heraklesa. Plafon François Lemoyne’a w Sali Heraklesa w Wersalu. Według Junga mity o apoteozie są przejawem wspólnego wszystkim ludziom archetypu nieśmiertelności.

Twórcą definicji archetypicznej był szwajcarski psycholog Carl Gustav Jung. Jego zdaniem mit jest formą przejawiania się archetypów. W pracy „Psychologia a religia” Jung stwierdził, że archetyp to forma lub obraz o charakterze zbiorowym, przejawiająca się praktycznie w całym świecie jako część składowa mitów.
Według definicji archetypicznej mit jest wspólną wszystkim ludziom formą psychiczną, obdarzoną silnym ładunkiem emocjonalnym, przejawiającą się w postaci opowiadań o istotach nadprzyrodzonych, które występuje w różnych kulturach i w całych dziejach ludzkości. Mit należy do zbiorowej nieświadomości ludzkości i jest zwerbalizowanym przejawem archetypu transcendencji.
Do najbardziej znanych zwolenników tej definicji należał francuski historyk idei Gilbert Durand, twórca mitokrytyki. Twierdził on, że uniwersalne archetypy materializują się w określonym kontekście kulturowym pod postacią mitu. Według Duranda mit jest dynamicznym systemem symboli, archetypów i schematów, który na skutek działania schematu ma tendencję do układania się w opowiadanie. Mit jest też próbą racjonalizacji, ponieważ używa dyskursu, w którym symbole stają się słowami, a archetypy ideami.

### Definicja psychologiczna
W opozycji do definicji archetypicznej powstała definicja psychologiczna. Jej twórcą był austriacki psycholog Sigmund Freud. Według tej definicji mit nie istnieje obiektywnie, ale jedynie subiektywnie – jako „mit osobowy”. Mit rodzi się jako projekcja nieświadomych treści lub rozwiązanie konfliktów pomiędzy impulsami id a zakazami narzucanymi przez superego.
Według definicji psychologicznej mit to psychologiczny mechanizm cenzury pragnień, wspólny wszystkim ludziom, który uzewnętrznia się w opowiadaniach o istotach nadprzyrodzonych.
Koncepcja Freuda została rozwinięta w pracach francuskiego psychologa André Greena. Uznał on mit za, przede wszystkim, przejaw kompleksu Edypa. Zdaniem Greena forma zewnętrzna mitu powstaje wskutek zjawiska mityzacji, polegającego na przekształceniu nieświadomych treści, dotyczących istot nadprzyrodzonych, w treści świadome – pod wpływem działania „zbiorowych mechanizmów cenzury”. Treści świadome nie są jednak mitem, gdyż mit – tak jak marzenie senne – pozostaje szczególnym modelem poznawczym jednostki, niepodlegającym prawom logiki i niosącym ukryte znaczenia, wymagające osobnej interpretacji dla każdego człowieka.
Krytyczni wobec tej definicji badacze odrzucają utożsamienie freudowskiego „mitu osobowego”, który ma być pokrewny marzeniu sennemu, z mitem sensu stricto. Uważają oni, że nastąpiło w tej definicji pomieszanie dwóch, osobnych pojęć. Ich zdaniem mit jest wytworem myśli zbiorowej całej społeczności, natomiast „mit osobowy” jest przejawem procesów zachodzących w indywidualnej nieświadomości, którego zwerbalizowana postać nie ma charakteru społecznego. Zdaniem najostrzejszych przeciwników definicji psychologicznej, same powoływanie się na kompleks Edypa przez jej zwolenników jest niczym więcej jak nowożytną, pseudonaukową kontynuacją mitologii i udowadniają tę tezę analizując mit Edypa – jego powstanie, miejsce w systemie mitologii starożytnej, różnorakie jego wersje literackie oraz znaczenie dla nauki i kultury. Interpretacja tego mitu przez psychoanalityków jest – zdaniem tych uczonych – kolejną fazą funkcjonowania mitu Edypa w kulturze i nauce europejskiej.

### Definicja socjologiczna
Główną rolę w sformułowaniu definicji socjologicznej odegrał francuski socjolog Émile Durkheim. Według definicji socjologicznej mit jest zespołem wyobrażeniowym, który odzwierciedla w sposób symboliczny pewną wspólną dla danej społeczności koncepcję rzeczywistości, będącym zarazem przedmiotem fascynacji dla członków tej społeczności i przejawem dominującej ideologii zniekształcającej odbiór rzeczywistości. Tego typu zespoły wyobrażeniowe funkcjonują, zdaniem zwolenników definicji socjologicznej, zarówno w społeczeństwach pierwotnych, jak i współczesnych.
Zdaniem zwolenników definicji socjologicznej, mit to opowiadanie o istotach nadprzyrodzonych, które pełni w życiu społecznym pewne ściśle określone funkcje. Do funkcji tych należy po pierwsze funkcja poznawcza – mit jest narzędziem poznawania rzeczywistości, dostarczającym założeń pozwalających na usunięcie sprzeczności poznawczych. Po drugie, zdaniem zwolenników definicji socjologicznej, mit pełni funkcję komunikacyjną, to znaczy jest jednym ze sposobów społecznej komunikacji, przekazującym przede wszystkim sensy i znaczenia. Po trzecie, mit pełni funkcję normatywną, to znaczy wskazuje podstawowe dla społeczeństwa normy i wartości; po czwarte sensotwórczą, to znaczy nadaje znaczenie i sens poszczególnym aspektom rzeczywistości społecznej. Po piąte mit pełni, zdaniem zwolenników definicji socjologicznej, funkcję uniwersalizującą, to znaczy pozwala jednostkom i grupom społecznym sytuować się wobec problemów społecznych; po szóste integracyjną – określając warunki i powinności jednostki wobec społeczeństwa; po siódme manipulacyjną – ukrywając narzędzia sprawowania kontroli i władzy nad społeczeństwem; po ósme symboliczną – używając symboli do opisania rzeczywistości społecznej; po dziewiąte legitymizacyjną – dostarczając uprawomocnienia dla ładu społecznego; po dziesiąte aktywizującą – wskazując cele działań społecznych i motywując do ich wypełnienia.

### Definicja polityczna

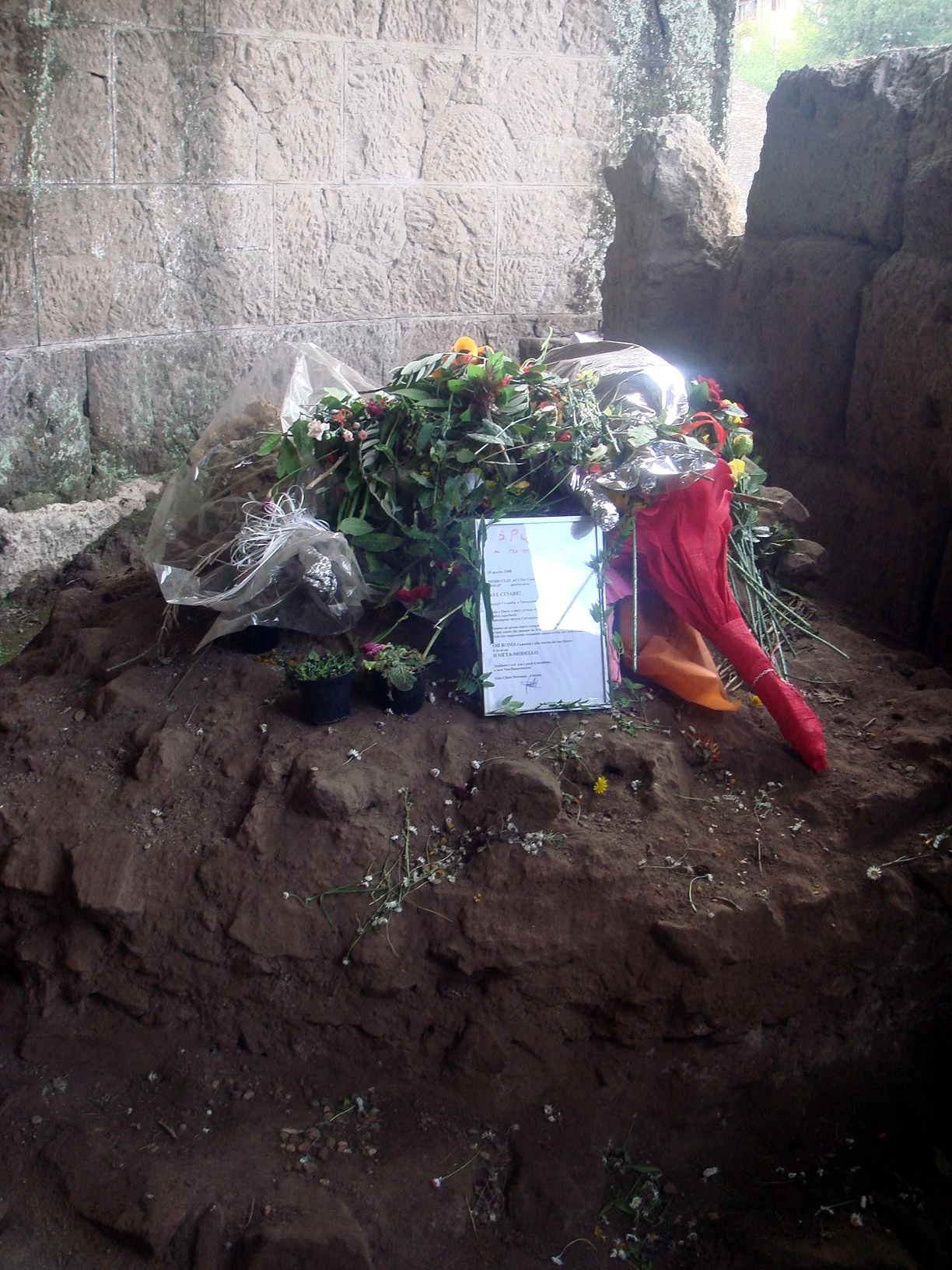
Kwiaty w miejscu, gdzie złożono oraz skremowano ciało Juliusza Cezara i skąd miał on dostąpić apoteozy. Templum Divii Iulii – Świątynia Boskiego Juliusza na Forum Romanum w Rzymie.

Pod koniec XX wieku popularność w pracach politologów, socjologów czy historyków zyskała definicja polityczna, zwana niekiedy polityczno-heroiczną. Za jej twórcę uważa się Paula Ricœura, który oparł się w swoich analizach na badaniach Émila Durkheima i Mircea Eliadego. Definicja polityczna składa się z kilku elementów. Po pierwsze, według definicji politycznej, mit jest opowiadaniem założycielskim, to znaczy jego narracja objaśnia początki, czyli zdarzenia które doprowadziły do ukształtowania danej rzeczywistości. Po drugie, chociaż narodziny mitu spowodowane są konkretnymi okolicznościami historycznymi, to jednak jest to opowieść o uniwersalnych i ponadczasowych wydarzeniach, zaburzających zwyczajny bieg historii. Po trzecie, według zwolenników definicji politycznej, mit jest opowieścią heroiczną, to znaczy jego bohaterowie muszą przejść wiele ciężkich prób, w czasie których wykazują się cechami o charakterze nadprzyrodzonym, a ich przeznaczeniem – o ile nie są postaciami nadprzyrodzonymi – jest jakaś forma apoteozy. Wiąże się to z ich kultem, który niekoniecznie musi mieć charakter religijny.
Badacze, którzy są zwolennikami tej definicji, analizują w swoich pracach przede wszystkim takie mity, który rozwój jest dobrze poświadczone w materiale historycznym. Są to na przykład mit założycielski Rzymu (Romulusa i Remusa), mit założycielski cesarstwa rzymskiego (Juliusza Cezara), mit Joanny d’Arc, mit rewolucji amerykańskiej czy mit rewolucji francuskiej. Zdaniem zwolenników definicji politycznej, postać historyczna czy legendarna może w wyniku procesu mityzacji zostać postacią mityczną – dzieje się tak w odpowiedzi na pewne oczekiwania społeczne, a współcześnie najczęściej w wyniku akcji propagandowej. Bohaterowie mitów, którymi zdają się kierować moce nadprzyrodzone, są postaciami modelowymi i w tym sensie sytuują się ponad historią. Według zwolenników definicji politycznej, mity nadal rodzą się i rozwijają współcześnie, przede wszystkim w związku z aktualnymi wydarzeniami społecznymi czy politycznymi.
Według zwolenników definicji politycznej, mit może wyrażać pewną ideę, dzięki której dana społeczność realizuje swoje marzenia o wielkości – być propagandową opowieścią pełniącą określoną funkcję polityczno-społeczną, rodzajem kłamstwa fałszującym prawdziwy przebieg wydarzeń, opowieścią wyjaśniającą porządek społeczno-polityczny i zawierającą „resztki magii”, czy też motywem podejmowanym w kulturze.
Przeciwnicy tej definicji twierdzą, że mówienie o mitach w kategoriach politycznych jest nadużyciem, gdyż mit sensu stricto nie ma istoty politycznej, może być jedynie politycznie wykorzystywany.

## Krytyka pojęcia „mit”
Pod koniec XX wieku w nauce pojawił się nurt, który odrzuca pojęcie mitu. Jego inicjatorem był belgijski historyk i antropolog Marcel Detienne. Szczegółowa analiza mitów greckich, w monografii L’invention de la mythologie z 1981 roku, doprowadziła tego uczonego do wniosku, że dla Greków mit nigdy nie stanowił specyficznej formy opowieści. Słowem tym nazywane były bardzo odmienne formy, takie jak genealogie, przysłowia, bajki czy teogonie. W formie ustnej  mitem nazywano najczęściej plotkę – informację niemożliwą do potwierdzenia, pozbawioną określonej formy. W opinii Detienne pojęcie mitu jest iluzją wprowadzoną do nowożytnej nauki. Opierając się na tych badaniach, belgijski filolog Raymond Trousson sformułował postulat, żeby zrezygnować w studiach literaturoznawczych z pojęcia „mit”, gdyż różni badacze przypisują mu dowolnie wybrane znaczenie.
Przedstawiciele tego kierunku twierdzą, że wszelkie próby zdefiniowania „mitu”, w opozycji do innych form opowiadań, są nietrafne i z góry skazane na niepowodzenie. Ich zdaniem, z proponowanych przez zwolenników „mitu” różnorodnych, szerokich i nieostrych definicji, wynika że nie istnieje żadna „esencja” mitu. Uważają oni mit za „kategorię śmieciową”, „naukowy artefakt” czy „nieistniejący koncept”, który służy niektórym badaczom do formułowania nieweryfikowalnych hipotez w miejsce źródłowej analizy różnorodnych przekazów o bogach czy istotach nadprzyrodzonych. Opracowania starożytnych mitów w pracach XIX- i XX-wiecznych, uczeni ci nazywają „iluzją mitologii”, podkreślając że tzw. kanon tradycyjnych mitów jest sztucznym tworem nowożytnej nauki.
W nauce polskiej kierunek ten reprezentował np. literaturoznawca Erazm Kuźma, który analizując użycie pojęcia „mit” w polskich pracach naukowych oraz literaturze, doszedł do wniosku, że „mit” jest kategorią pustą, której można nadać dowolne znaczenie. Jego zdaniem użycie pojęcia mit w nauce i literaturze, dostarcza jedynie informacji o warsztacie i poglądach badacza czy pisarza, natomiast nie na temat samej mitologii.
Amerykański literaturoznawca William Righter, w monografii Myth and Literature, podsumował stanowisko przeciwników używania pojęcia „mit” formułując tezę, że nie istnieje żadna naukowa teoria mitu: w micie znaleźliśmy to, czego zgodnie ze swoimi życzeniami pragnęliśmy; w jakimkolwiek języku zdarzyło nam się zadawać pytania temu, co nazwaliśmy „mitem”, żądaliśmy, by on odpowiedział nam tym samym. To sprawiło, że pozostaliśmy bez teorii mitu, ponieważ nie ma po prostu żadnej podstawy, na której taka „teoria” w normalnie rozumianym sensie mogłaby działać.
Niektórzy naukowcy, kwestionujący możliwość zdefiniowania pojęcia „mit”, nie negują możliwości badawczych mitologii jako nauki. W ich opinii, co prawda nie istnieją „mit sam w sobie” czy „idea mitu”, natomiast w dziejach ludzkości przejawia się fenomen mitu. Mitologia nie może więc – w ich opinii – zajmować się ontologią mitu, lecz jedynie fenomenologią jego recepcji w kulturze i nauce.

## Klasyfikacja literacka mitu

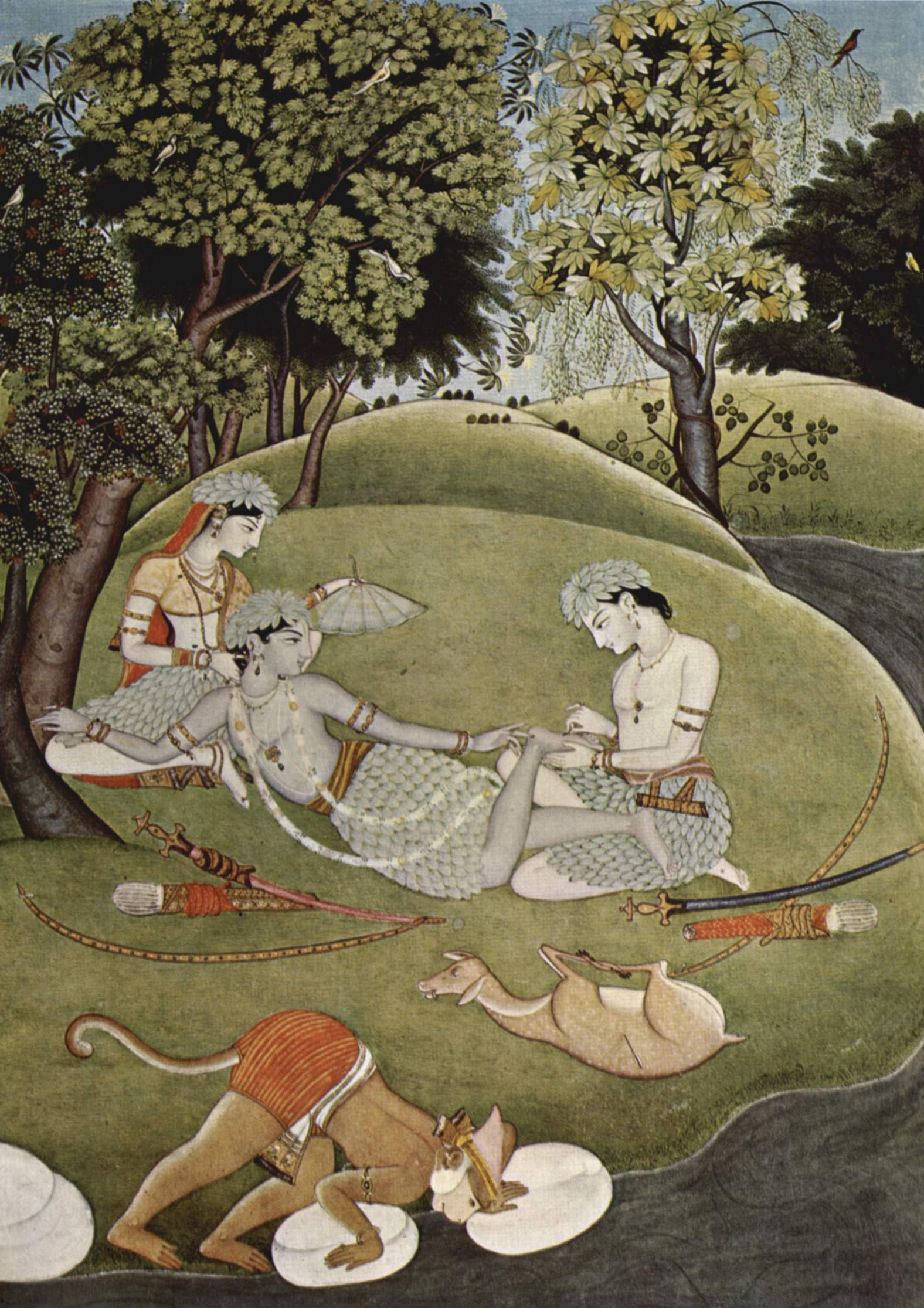
Bóg Rama, jego żona Sita i brat Lakszmana odpoczywający w lesie podczas zesłania na wygnanie. Hinduska ilustracja do tekstu Ramajany z około 1780 roku.

### Mit a gatunki i rodzaje literackie
W pracach literaturoznawców toczy się od wielu lat dyskusja na temat relacji między mitem a innymi formami narracyjnymi. Badacze porównują mit z różnymi typami opowiadań, aby wyjaśnić jego odrębność. Pojawiała się u niektórych uczonych koncepcja, że mit jest gatunkiem literackim, lecz jest ona uznawana za kontrowersyjną. Zdecydowana większość literaturoznawców odrzuca tę koncepcję. Prowadzi to do nieporozumień, w wyniku których w pracach niektórych autorów mit bywa mylony niekiedy z legendą, baśnią, bajką, utopią, fantastyką lub epopeją, chociaż różnica między tymi formami narracyjnymi jest w niektórych przypadkach trudna do wytyczenia.
Mit, zanim zostanie spisany, nie wyraża się w konkretnej formie i można go zdefiniować jako synonim ustnego opowiadania. W procesie literaryzacji mit może zostać zapisany w dowolnym rodzaju literackim, chociaż pewne cechy predysponują go do ukształtowania się w określonej formie. Na przykład ze względu na rozbudowaną fabułę mit Heraklesa staje się najczęściej przedmiotem powieści, natomiast mit o zdradzonym przez żonę Amfitrionie wykorzystywany jest niemal wyłącznie w komedii. Nie wyklucza to jednak przemieszczania się formy literackiej mitu z jednego rodzaju do drugiego.
Za najbliższe mitowi formy literackie uważa się najczęściej parabolę i apolog. Jednakże o ile w przypowieści czy apologu ważny jest przede wszystkim sens ukryty, to w micie jego dosłowny sens jest równie ważny, co ukryty. Inaczej mówiąc, mit nie ma wyłącznie na celu przekazania jakiejś prawdy religijnej lub moralnej.

### Mit a legenda
Mit bywa najczęściej mylony z legendą. W przeciwieństwie do mitu, legenda nie opowiada o bóstwach czy postaciach nadprzyrodzonych, ale o postaciach historycznych lub też uważanych za historyczne. Legendy nie opowiadają o bogach czy aniołach, ale o mędrcach, świętych, władcach, politykach, wojownikach lub innych popularnych bohaterach. Podobnie jak mity, legendy składają się często z nieprawdopodobnych albo nierealnych motywów, różnią się jednak od mitów przede wszystkim tym, że mają podstawy historyczne i opowiadają o ludziach.
W niektórych przypadkach dana opowieść jest niekiedy nazywana mitem, a niekiedy legendą. Przykładem są opowieści o Heraklesie. Wśród uczonych trwa długoletni spór na temat tego, czy są one legendą, czy też mitem. Z jednej strony opowiadają one o obdarzonym niezwykłymi, ale jednak naturalnymi, cechami człowieku, więc należałoby je zakwalifikować jako legendę. Z drugiej natomiast strony, część z nich kończy się apoteozą bohatera, a w starożytności pojawiał się też kult religijny Heraklesa – były też więc mitem.

### Mit a baśń
Mit bywa też mylony z baśnią. Podobnie jak w legendzie, również w baśni – w przeciwieństwie do mitu – nie występują postacie nadprzyrodzone. Bohaterami baśni są ludzie czy inne istoty naturalne lub też uważane za naturalne. Chociaż niekiedy obdarzane są one niezwykłymi, a nawet nadprzyrodzonymi atrybutami, pochodzą one ze sfery profanum, a nie sacrum. Baśń jest luduczną opowieścią o wydarzeniach, które przytrafiły się komuś, miały charakter niezwykły lub nieprawdopodobny, ale uważane są za coś powszechnego, a nie nadprzyrodzonego. Baśnie, w przeciwieństwie do mitów, istnieją niezależnie od siebie i opowiadają o wydarzeniach pojedynczych, nie tworząc żadnego szerszego systemu podobnego do mitologii.

### Mit a bajka
W przeciwieństwie do legendy czy baśni, bohaterem bajki może być postać nadprzyrodzona i ten element upodabnia bajkę do mitu. Jednakże fabuła bajki nie mówi o życiu lub obyczajach jakiejś społeczności, nie wyjaśnia sensu świata czy ludzkich doświadczeń, nie dba nawet o to, czy występujące w niej postacie są bóstwami, ludźmi, duchami czy zwierzętami. Bajki stanowią abstrakcyjne wzorce opowieści, nieskomplikowane i łatwe do zapamiętania, nieskrępowane barierami językowymi i kulturowymi, złożone z wymiennych motywów, które można policzyć i skatalogować.
W bajkach, w przeciwieństwie do mitów, postacie istnieją tylko dla samej akcji, a oba aspekty tej akcji, czyli fabuła i temat, są ściśle ze sobą powiązane. Fabuły i tematy różnych bajek nie łączą się ze sobą, istnieją w pełni samodzielnie. Mity natomiast wykazują trwałą, występującą we wszystkich społecznościach i w różnych okresach historycznych, tendencję do łączenia się w grupy oraz tworzenia większych całości. Całości te nazywa się w nauce mitologiami.

### Mit a epopeja
Jednym z głównych nośników mitu był w dziejach literatury epos. Stąd też u wielu, zwłaszcza dawniejszych badaczy, sam epos bywał utożsamiany z mitem. Te dwa typy opowiadań łączą wspólne motywy i wątki, czas i miejsce akcji oraz struktura fabularna. Epopeja jest bowiem gatunkiem literackim, który we wszystkich elementach swojej struktury jest najbardziej podobny do mitu.
W badaniach literackich epoepeja jest najczęściej określana jako „córka mitu”. Rozbieżności między mitem a epopeją mogą być większe lub mniejsze, w zależności od tego, czy występują między mitem a eposem mitologicznym (np. Ramajana), eposem mityczno-historycznym (np. Iliada) czy eposem historycznym (np. Pieśń o Rolandzie). W związku z tym w epopei każdego rodzaju – oraz w jej współczesnych odpowiednikach w kulturze masowej (np. komiksach, filmach czy grach komputerowych) – można odnaleźć symbole, obrazy czy schematy fabularne wywodzące się z mitu.

### Mit a utopia
W pracach niektórych literaturoznawców pojawia się teza, że utopia – rozumiana jako opowiadanie lub gatunek literacki – jest odmianą mitu. Podkreślają oni, że utopia opowiada o idealnym świecie, więc jej schematy, motywy czy wątki są często tożsame ze schematami, motywami i wątkami mitu. W niektórych przypadkach trudno jest, ich zdaniem, wytyczyć dokładną granicę pomiędzy mitem a utopią.
Większość uczonych odrzuca utożsamienie utopii z mitem, wskazując, że mit opowiada najczęściej o wydarzeniach z przeszłości, utopia natomiast – o wydarzeniach z przyszłości. Utopia jest pomysłem i dziełem konkretnego autora, podczas gdy mity, wywodzące się z ustnej tradycji, pozostają anonimowe. Mit najczęściej wyjaśnia porządek społeczny, a utopia jest wobec tego porządku krytyczna. Zdaniem tych uczonych, mimo powierzchownych podobieństw, utopia jest raczej przeciwieństwem mitu, niż jego odmianą.

### Mit a fantastyka
Część literaturoznawców uważa mit za pierwotną formę gatunku literackiego, określanego współcześnie mianem fantastyki. Zwolennicy tej koncepcji opublikowali w roku 2003 na francuskim rynku wydawniczym słownik mitów fantastyki (Dictionnaire des mythes du fantastique). Twierdzą oni, że nowożytne powieści fantastyczne, filmy czy gry komputerowe pełnią we współczesnym społeczeństwie podobne funkcje, jak mit w społeczeństwach pierwotnych.
Przeciwnicy utożsamienia mitu z fantastyką podkreślają, że o ile mit istnieje pierwotnie w formie ustnej, to utwory należące do literatury fantastycznej powstają w formie pisemnej i nie są anonimowe – są dziełem indywidualnej fantazji. O ile mit tłumaczy rzeczywistość, to dzieła literatury fantastycznej niczego nie tłumaczą, wręcz przeciwnie – kryją w sobie wiele tajemnic i niedomówień podsycających ciekawość odbiorcy. W tym sensie – ich zdaniem – fantastyka jest przeciwieństwem mitu, który zazwyczaj opisuje rzeczywistość jako spójną, logiczną całość.